# Færøske lagtingsmedlemmer 2004-2008
Der var 32 medlemmer af Lagtinget på Færøerne mellem lagtingsvalgene 2004 og 2008.

## Faste medlemmer
Her regnes med alle valgte medlemmer samt suppleanter for medlemmer af Færøernes regering.
| Navn                   | Parti                | Valgkreds      | Født | Bemærkninger                                            |
| ---------------------- | -------------------- | -------------- | ---- | ------------------------------------------------------- |
| Alfred Olsen           | Sambandsflokkurin    | Eysturoy       | 1947 |                                                         |
| Andrias Petersen       | Javnaðarflokkurin    | Eysturoy       | 1947 |                                                         |
| Anfinn Kallsberg       | Fólkaflokkurin       | Norðoyar       | 1947 |                                                         |
| Annita á Fríðriksmørk  | Tjóðveldisflokkurin  | Suðurstreymoy  | 1968 |                                                         |
| Bárður á Steig Nielsen | Sambandsflokkurin    | Norðurstreymoy | 1972 | Minister 2004–2007, orlov fra 2007. Olav Enomoto mødte. |
| Bill Justinussen       | Miðflokkurin         | Eysturoy       | 1963 |                                                         |
| Bjarni Djurholm        | Fólkaflokkurin       | Suðurstreymoy  | 1957 | Minister 2004–2008. Óli Breckmann mødte.                |
| Edmund Joensen         | Sambandsflokkurin    | Eysturoy       | 1944 | Lagtingsformand                                         |
| Finnur Helmsdal        | Tjóðveldisflokkurin  | Suðurstreymoy  | 1952 |                                                         |
| Gerhard Lognberg       | Javnaðarflokkurin    | Sandoy         | 1950 |                                                         |
| Heðin Zachariasen      | Fólkaflokkurin       | Norðurstreymoy | 1959 | Minister 2007–2008. Ingi Olsen mødte.                   |
| Heidi Petersen         | Tjóðveldisflokkurin  | Norðurstreymoy | 1959 |                                                         |
| Hergeir Nielsen        | Tjóðveldisflokkurin  | Suðuroy        | 1949 |                                                         |
| Høgni Hoydal           | Tjóðveldisflokkurin  | Suðurstreymoy  | 1966 |                                                         |
| Jenis av Rana          | Miðflokkurin         | Suðurstreymoy  | 1953 |                                                         |
| Jóannes Eidesgaard     | Javnaðarflokkurin    | Suðuroy        | 1951 | Lagmand 2004–2008. Henrik Old mødte.                    |
| Johan Dahl             | Sambandsflokkurin    | Suðuroy        | 1959 |                                                         |
| John Johannessen       | Javnaðarflokkurin    | Suðurstreymoy  | 1977 |                                                         |
| Jógvan við Keldu       | Fólkaflokkurin       | Norðoyar       | 1944 | Minister 2004–2005. Jákup Mikkelsen mødte.              |
| Jørgen Niclasen        | Fólkaflokkurin       | Vágar          | 1969 |                                                         |
| Kaj Leo Johannesen     | Sambandsflokkurin    | Suðurstreymoy  | 1964 |                                                         |
| Karsten Hansen         | Tjóðveldisflokkurin  | Norðoyar       | 1944 |                                                         |
| Jógvan á Lakjuni       | Fólkaflokkurin       | Eysturoy       | 1952 | Minister 2004–2008. Kjartan Joensen mødte.              |
| Kári P. Højgaard       | Sjálvstýrisflokkurin | Eysturoy       | 1951 |                                                         |
| Kristian Magnussen     | Javnaðarflokkurin    | Suðurstreymoy  | 1956 |                                                         |
| Lisbeth L. Petersen    | Sambandsflokkurin    | Suðurstreymoy  | 1939 |                                                         |
| Marjus Dam             | Sambandsflokkurin    | Vágar          | 1955 |                                                         |
| Páll á Reynatúgvu      | Tjóðveldisflokkurin  | Sandoy         | 1967 |                                                         |
| Poul Michelsen         | Fólkaflokkurin       | Suðurstreymoy  | 1944 |                                                         |
| Sverre Midjord         | Javnaðarflokkurin    | Suðuroy        | 1933 |                                                         |
| Tórbjørn Jacobsen      | Tjóðveldisflokkurin  | Eysturoy       | 1955 |                                                         |
| Vilhelm Johannesen     | Javnaðarflokkurin    | Norðoyar       | 1942 |                                                         |

## Eksterne links
- Lagtingsmedlemmer Arkiveret 10. maj 2021 hos  Wayback Machine
- Valgresultat 2004 fra Útvarp Føroya

| Portal | Portal:Færøerne |